# 佐藤健次郎
佐藤 健次郎（さとう けんじろう、1931年1月10日 - 2015年5月14日）は、日本の彫刻家 、国画会会員。

## 概要
栃木県、のちの那須塩原市出身。具象彫刻、新宿中央公園、栃木県総合運動公園、北海道から屋久島まで各地にモニュメントがある。また、評論家の草柳大蔵とも親交があり、新宿中央公園の「燮（やわらぎ）」の像は草柳が名付けたもの。日本交渉学会理事。

## 略歴
- 1931年 - 栃木県塩谷郡塩原町に生れる
- 1949年 - 栃木県立大田原高等学校卒業
- 1955年 - 中央大学法学部法律学科卒業
- 1956年 - 東京学芸大学（中退）
- 1959年 - 東京教育大学教育学部芸術学科彫塑専攻卒業
- 1964年〜1968年 - 新海竹蔵のアトリエにて学ぶとともに助手を勤める
- 1968年 - 新海竹蔵逝去、以後自宅アトリエにて制作活動に専念す
- 2015年5月14日 死去。享年84歳。

## 彫刻略歴
1958年
- 自由美術展 「裸婦」入選（〜1959年、東京都美術館）

1960年
- 新制作展 「首」入選（〜1962年、東京都美術館）

1965年
- 第39回国展 「裸婦I・II」 国画賞受賞（以後毎年）
- 河野一郎記念碑制作（建設大臣・塩原町）

1966年
- 尾崎紅葉胸像（塩原町 清琴楼）

1967年
- 第41回国展 「的場の女I・II・III・IV」 国画会会友推拳

1969年
- 第43回国展 「的場の女V・VI」 国画会会員推拳
- 第9回現代日本美術展 「空」「水」「裸婦」入選（毎日新聞社）

1970年
- 第24回新樹会展招待 「海」｢陸」（三越）
- 益子万吉胸像（初代市長、大田原市）

1971年
- 第25回新樹会招待 「罠」（三越）

1972年
- 第7回昭和会展招待 「転」「遡」「脱」（日動画廊）

1973年
- 第8回昭和会展招待 「寂」「澄」「孤」優秀賞受賞（日動画廊）
- 第10回太陽展 「光あれ」日動画廊（以後1976年まで毎年)

1974年
- 第5回昭和会受賞作家展 「想」「情」「限」日動画廊（〜以後毎年）
- 第9回昭和会展 「華」裸婦賛助出品（日動画廊）

1975年
- 「いずみ」の像 母子像（岡山市役所庁舎）
- 第10回昭和会展 「鷲」賛助作品（日動画廊）
- 横川信夫胸像（栃木県知事）

1976年
- 中村見一胸像（矢板中央高校初代校長）
- 「燮(やわらぎ)」の像 H230cm（新宿中央公園）
- パリ旅行（Galerie Nichido Paris招待）

1977年
- 第1回日動彫刻展 「志向」馬出品日動画廊 (以後1987年まで毎年)
- 栃木県美術の現況展 「志向」（栃木県立美術館）
- 「志向」栃木県立美術館買上
- 平野力男胸像（那須町江戸川用水土地改良区理事長）

1978年
- 斉藤隆一胸像（日本理容技学建設会会主 斉藤隆一記念館）

1979年
- 柴昌範全身像 H200cm（恵命堂我神散初代社長・屋久島）
- 「統」の像 母子像 H230cm（宇都宮・とちのきファミリーランド）

1980年
- 阿久津徳重胸像（電工社初代社長・東京渋谷）
- 「心」の像 童女像（長野県佐久町立千曲病院）
- 「燮(やわらぎ)」の像 母子像（岡山市）
- 栃の葉国体公式メダル（栃木県）
- 「心」の像 童女像（川崎市民プラザ）

1981年
- 「掴む」裸婦 H120cm 財団法人ひろしま美術館買上
- 「掴む」財団法人笠間日動美術館買上（笠間日動美術館）
- 佐々木真太郎胸像（新日本観光興業株式会社社主・東京）
- 「心」の像 童女像（横浜公園）

1982年
- 「愛」裸婦像 H260cm （日比谷シティ・東京）
- 「統(すべる)」の像 母子像 全長330cm（岡山市カルチャーセンター）

1983年
- 「清楚」裸婦像 H120cm （日大豊山女子高等学校・東京）
- 「静かに立つ」裸婦像 H133cm （日動画廊）
- 斎藤隆夫胸像（政治家粛軍演説・兵庫県出石町 静思堂）

1984年
- 堀川三之助胸像制作（会津若松商工会議所会頭）
- 「現代彫刻の展開-1930〜80」（ギャラリーせいほう・銀座）
- 早川朗胸像制作（医学博士・東京）

1985年
- 彫刻三人展 「常」等小品裸婦像 H60cm（三越本店・日本橋）
- 彫刻三人展小品裸婦像（三越・札幌）
- グランドマーチス肖像（JRA競馬博物館・東京競馬場）

1987年
- 彫刻三人展小品裸婦像（三越本店・日本橋）

1988年
- ローマ・パリ・フランクフルト・チェニス旅行

1989年
- 「春」裸婦像 H180cm （足利銀行本店・宇都宮市）
- 中国西域・敦煌等旅行
- 渡辺美智雄胸像制作（外務･建設･厚生大臣、栃木県那須塩原市）

1990年
- 第4回現代日本具象彫刻展（千葉県立美術館）
- 彫刻三人展（松坂屋名古屋店）

1992年
- 医王寺山門狛犬 H160cm 2狛 （栃木県医王寺）

1993年
- 福島充銅像 H225cm（鹿沼カントリー倶楽部会長 栃木県）

1996年
- 恵海大僧正胸像（栃木県医王寺）

1999年
- 上野秀文胸像（宇都宮文星短期大学初代学長 栃木県）

2000年
- 「みどりの風」（那須塩原市）

2003年
- 「母子愛の像」 H300cm（栃木県那須守子の郷）
- 「夢に生きる」（北海道旭川厚生看護専門学校）
- 「まごころ」（川越まつり会館・埼玉県）

2004年
- デスタンス展 栃木県出身作家の現在（栃木県立美術館）
- 「絶対自由-因襲からの脱皮」

2015年
- 第89回国展 「生きる」（国立新美術館）

## 主なモニュメント設置場所
- 東京都新宿中央公園
- 東京都日比谷シティ
- 神奈川県横浜公園
- 埼玉県川越まつり会館
- 栃木県総合運動公園
- 栃木県那須郡那須町守子の郷
- 栃木県那須塩原市ホテルニュー塩原
- 栃木県那須塩原駅
- 長野県佐久町立千曲病院
- 岡山市役所
- 岡山市JR妹尾駅前
- 岡山市立図書館前
- 北海道旭川厚生看護専門学校

## 主な所蔵美術館
- 栃木県立美術館
- 笠間日動美術館
- ひろしま美術館
- JRA競馬博物館

## 資料
- わたしのこころから 第8号（2008年10月発売） P.28〜33，発行元：(株)オフィス東和
- 美術年鑑2015 現代彫刻立体造形家 P.502，発行元：(株)美術年鑑社
- わが人生論 青少年へ贈る言葉 栃木編(下) P.77，発行元：文教図書出版
- 青少年の座右銘 現代栃木の百人(上) P.92，発行元：育英出版社
- 静思塾第13号 インド(寄稿佐藤健次郎)，発行人:草柳大蔵，印刷：出石印刷所
- 齋藤隆夫記念館静思堂10周年記念 P.94 彫刻というプリズムを通して，財団法人齋藤顕彰会
- 日本理容技学(昭和52年10月発行)　職業に誇りを‐彫刻家佐藤健次郎先生訪問‐
- 1989.10.26 読売新聞「ミッチーの胸像が除幕」、朝日新聞「トンネルの記念碑」、産経新聞「渡辺代議士の胸像が完成」、

下野新聞「談話室」、栃木新聞「渡辺美智雄氏の胸像を作る彫刻家佐藤健次郎さんが来社」
- 月刊高齢社会 1988年1月号，やわらぎの像(表紙)，発行元：704project出版局
- 月刊ゆとり 1989年8月号，塩原「変わらぬ自然発展をめざす町づくり・彫刻家佐藤健次郎」 発行元：㈱東京信用販売
- SPDS（Sales Power Development Society）
- 日本学術会議協力学術研究団体 日本交渉学会
- 湯上がり美術談義笠間日動美術館所蔵品目録